# Cotxeres de Santa Eulàlia
Les cotxeres de Santa Eulàlia són un monument protegit com a bé cultural d'interès local del municipi de l'Hospitalet de Llobregat (Barcelonès).

## Descripció
Es tracta d'un conjunt format per les cotxeres (tres naus) i l'edifici d'oficines annex. En total, quatre llargs mòduls esglaonats que ressegueixen el pendent del terreny al costat de la via del tren. Les cotxeres són tres naus d'una planta amb coberta poligonal. Tot el llarg de la façana està recorregut per arcs de mig punt com si fossin pòrtics; per sobre hi ha un fris llis dins del qual es troben les mènsules que aguanten la cornisa que corona la façana.
L'edifici de les oficines consta de planta baixa, cinc pisos i golfes. Està format per dos cossos en creu grega però un dels cossos queda inscrit dins de l'altre, així que a nivell de façana no sobresurt. Les teulades són a doble vessant, arrodonides, i la del cos més curt és més alta que la del cos llarg. La façana que dona a les vies està dividida en tres mitjançant unes pilastres motllurades. El cos central està coronat per un frontó mixtilini. Les façanes curtes també estan coronades per un frontó similar però més petit. Les obertures són totes rectangulars i segueixen un ritme regular. Rematant les pilastres de les cantonades hi ha una escultura d'un lleó aguantant un escut.

## Història
Construïdes l'any 1922, al mateix temps que es donava per finalitzada la construcció de la Línia I (transversal); estaven al límit previst pel final del recorregut, car l'última estació era "La Bordeta", actualment inutilitzada, que estava just a la banda de la Riera Blanca que pertany al municipi de Barcelona. Les cotxeres estan just a l'altra banda del carrer, a la banda de L'Hospitalet. El perllongament de la Línia I fins "La Torrassa", l'augment del nombre de vagons per cada tren i el major moviment ha fet que calgués construir-ne unes de més grans al final actual de la Línia, encara que aquestes no han quedat inutilitzades del tot. L'edifici de cinc plantes va ser reformat a mitjans dels anys 60 del segle XX i continua funcionant com a oficines de la Companyia.